# Keihin Corporation
Keihin Corporation — японская компания по производству автомобильных и мотоциклетных запчастей, принадлежащая Hitachi Astemo.

## История
Корпорация Keihin была основана 19 декабря 1956 года. В 1989 году компания начала свою деятельность в США. С учётом всех филиалов в США в Keihin работает более 20 000 сотрудников. Штаб-квартира Keihin North America находится в Андерсоне, Индиана.
Некоторое время корпорация Keihin являлась крупным поставщиком компании Honda, которой принадлежала почти половина акций Keihin. Также компания поставляла продукцию другим производителям мотоциклов, в том числе Triumph, Suzuki, Kawasaki, KTM, Royal Enfield и Harley-Davidson.

## Продукция
Корпорация Keihin выпускает карбюраторы, топливные насосы, инжекторы, двигатели внутреннего сгорания, трансмиссии, системы климат-контроля, впускные коллекторы, системы отопления, вентиляции и кондиционирования, компрессоры, клапаны, соленоиды и ЭБУ.

## Финансовые результаты
В условиях острого кризиса в автомобильном секторе финансовые результаты Keihin значительно снизились по сравнению с 2011 годом, выручка упала на 65,6%. Продажи, остающиеся на прежнем уровне, упали всего на 6,6%. С 2002 года штаб-квартира компании Keihin находится в здании Синдзюку Номура, которое находится в районе Синдзюку в Токио. Ранее штаб-квартира компании располагалась в здании Да Винчи Синдзюку.
|      | Инвестиции (в долларах) | Прибыль (в долларах) | Рыночная капитализация (в долларах) |
| 2006 | 2 562 012 000           | 148 982 000          | 1 669 583 000                       |
| 2007 | 2 800 612 000           | 108 822 000          | 1 785 326 000                       |
| 2008 | 3 386 774 000           | 111 799 000          | 2 130 976 000                       |
| 2009 | 2 935 326 000           | 57 264 000           | 1 870 622 000                       |
| 2010 | 2 750 835 000           | 82 047 000           | 2 082 335 000                       |
| 2011 | 3 349 260 000           | 148 219 000          | 2 327 805 000                       |
| 2012 | 3 163 332 000           | 51 581 000           | 2 466 535 000                       |
| ---- | ----------------------- | -------------------- | ----------------------------------- |